# باساكا
باساكا (بالإنجليزية: Bauska)‏ هي منطقة سكنية تقع في لاتفيا في لاتفيا. يقدر عدد سكانها بـ 10,945 نسمة ومساحتها 6 كم2 .

## المدن التوأمة
مدن كولومنا وRypin هي مدن توأمة لـباساكا.

## أعلام
- إيفارس تيميرمانيس